# 900 Saint-Jacques
Le 900 Saint-Jacques est un gratte-ciel en construction à Montréal, Québec. Construit par Canvar, il sera une tour de 63 étages, à 200 mètres. Situé sur rue Saint-Jacques, son lot constitue l’un des derniers terrains disponibles dans ce secteur du centre-ville, aux limites de Griffintown,.
|  |